# TKW
Die Tankette TKW war ein Prototyp auf Basis der polnischen Tankette TK-3 mit einem Kampfturm.

## Entwicklung
Bereits während der Feldversuche mit der TK-3-Tankette stellten die Entwickler fest, dass es einige Verbesserungen an der Tanketten geben musste. Also begann man am 13. August 1931 mit den Arbeiten. Dies führte zur Entwicklung mehrerer Versuchsfahrzeuge auf der Basis der TK-3: der Tanketten TKF, TKD und TKS. 
Parallel und unabhängig zu diesen Arbeiten wurde im Büro für Panzerwaffenbau des Militäringenieur-Forschungsinstituts (polnisch: Biuro Konstrukcyjne Broni Pancernej Wojskowego Instytutu Badań Inżynierii, kurz: BK Br.Panc. WIBI) auf Basis der TK-3 ein Entwurf für eine Tankette mit einem Kampfturm entwickelt. Dieser Entwurf erhielt die Bezeichnung TKW (polnisch: TK z Wieżą, deutsch: TK mit Geschützturm). Mit dieser Konstruktion sollte das sehr begrenzte Schussfeld der TK-3 und somit eines der größten Nachteile beseitigt werden. Diese Lösung wurde von der Kommission zur Prüfung der Schienenführung der TK-3 Tanketten empfohlen. Diese kamen zu dem Schluss, dass eine Tankette ohne Drehturm nicht den Anforderungen an gepanzerte Schienenfahrzeuge auf einer Draisine entspricht. Eine ähnliche Konstruktion wurde damals im Vereinigten Königreich entwickelt (Light Tank Mk II).

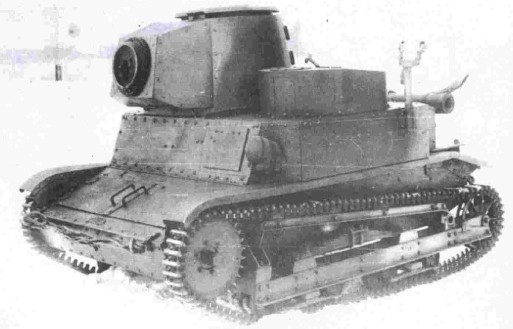
Prototyp nach Umbau

Im Haushaltsplan von 1932–33 waren sechs TKW-Tanketten zum Bau vorgesehen. Der erste Prototyp wurde Ende 1932 in der Ursus-Fabrik gebaut. Für den Bau wurde eine TK-3 Tankette aus der ersten Produktionsserie mit Weichstahl und der Chassis Nummer 1164 verwendet. Dieser Prototyp bekam in einen neu entwickelten Turm ein luftgekühltes Maschinengewehr vom Typ ckm wz. 25. Im Oktober 1933 wurde das Fahrzeug mit einem wassergekühlten Maschinengewehr vom Typ ckm wz. 30 nachgerüstet. Am 17. Oktober 1933 wurden die ersten Tests durchgeführt. Hier stellten sich jedoch schwere Konstruktionsmängel im Turm heraus. Die Befestigung der Waffe war instabil, die Sicht und die Belüftung waren extrem schlecht. Ein längeres Feuern war nahezu unmöglich, da sonst der Schütze Gefahr lief, zu ersticken. Diese Mängel wurden durch eine Rekonstruktion des Turms ab Januar 1934 behoben. Der neue Turm verfügte unter anderem über eine spezielle Lüftungsöffnung, die durch eine Panzerkappe abgeschirmt war. Damit waren längere Feuerstöße theoretisch gefahrlos möglich. Weiterhin gab es eine neue Halterung, welches von Ingenieur J. Napiórkowski entworfen wurde.
Weitere Tests im Sommer 1934 wurden bei der Experimentelle Panzer-Motor-Gruppe in Modlin durchgeführt. Bei diesen Tests wurde weitere Mängel festgestellt. Der TKW hatte einen ungünstig liegenden Schwerpunkt und die rechte Seite wurde zu stark belastet. Das wirkte sich auch negativ auf das Fahrverhalten des TKW aus. Obwohl erwartet wurde, dass sich die Traktionseigenschaften bei einer solchen Turmstellung verbessern würden, war die Belastung zu hoch. Da der Motor schon mittig im Fahrzeug montiert war, konnte der Turm nicht mittig platziert werden, da dadurch der Aufbau erhöht hätte werden müssen. Außerdem konnte sich der Turm nur um 306° drehen, da der gepanzerte Aufbau des Fahrers im Weg war. Weiterhin wurde darauf hingewiesen, dass die Möglichkeiten der Kommunikation zwischen den Mitgliedern der Besatzung sehr begrenzt seien. Dies war darauf zurückzuführen, dass der Fahrer und der Richtschütze-Kommandant in zwei verschiedenen Abteilen untergebracht waren und zusätzlich noch der Motor die beiden trennte. Außerdem verfügte das Fahrzeug über keinerlei interne Kommunikationsmittel. Nach Abschluss der Tests wurde das Fahrzeug an Ursus zurückgeschickt.
Im Februar 1935 wurde die Forschung an der TKW-Tankette endgültig beendet und die weiteren fünf geplanten Prototypen nicht mehr gebaut. Zu diesem Zeitpunkt wurde bereits mit dem Entwurf eines neuen leichten Aufklärungspanzers mit Turm begonnen, dem 4TP. Nach Abschluss des TKW-Projekts wurden die Unterlagen ins Archiv gebracht. Das selber Fahrzeug stand für längere Zeit im Panzerwaffentechnische Forschungsbüro (polnisch: Biura Badań Technicznych Broni Pancernych, kurz: BBT Br.Panc.) und wurde dort für verschiedene Versuche eingesetzt. Im Februar 1935 wurden auf dem TKW eine neue, von Major Stefan Kardaszewicz entwickelte, Gummi-Metallkette I.F.K. 15 getestet. Die neuen Ketten bestanden die Test allerdings nicht, da sie nicht stabil genug waren. Veröffentlichungen zufolge wurde der TKW-Prototyp anschließend demontiert. Offenbar wurde der TKW-Turm neueren Typs Ende 1936/37 auf dem Prototyp des schwimmenden Panzers PZInż. 130 eingesetzt.

## Produktion
Von der Tankette TKW wurde Ende 1932 nur ein einziger Prototyp hergestellt und nach schlechten Testergebnissen mit einem verbesserten Turm ausgestattet. Zu einer Serienproduktion kam es nicht.

## Technische Daten
Da der TKW eine direkte Weiterentwicklung des TK-3 war, blieben die meisten Elemente der Konstruktion unverändert. Alle Änderungen betrafen den Geschützturm. Dies erforderte den Umbau des oberen Rumpfes und des Kampfraums. Da die Höhe des Kampfraums gegenüber dem TK-3 abgesenkt wurde, wurde der Kopf des Fahrers durch einen kleinen Aufbau mit einer Zugangsluke in der Abdeckung abgeschirmt. Um ein besseres Sichtfeld zu erhalten, verfügte der Fahrer über ein bewegliches Periskop, welches sich auf dem Aufbau befand. Dieses stammte von einem dem Entwurf von Rudolf Gundlach. Der speziell für den TKW konstruierte Turm bestand aus 4–8 mm dicken Panzerplatten, die an den Winkeln vernietet waren. Sie wurde vom Kommandant-Schütze manuell gedreht. Im Turm wurde eine Luke angebracht und durch kleine Schlitze konnte die Umgebung beobachtet werden. Der Kommandant-Schütze hatte kein Periskop zur Verfügung.
Die Bewaffnung war im Turm untergebracht, welcher auf der rechten Seite des Fahrzeuges montiert wurde. Der Turm musste vom Kommandanten-Schütze manuell gedreht werden. Zunächst wurden Versuche mit dem Maschinengewehr ckm wz. 25 durchgeführt, später wurde der Prototyp auf ein wassergekühltes Maschinengewehr vom Typ ckm wz. 30 umgerüstet. Der Prototyp mit dem neuen Turm sollte ebenfalls mit dem ckm wz. 30 bewaffnet werden. Zu einem belegten Einbau oder Tests kam es allerdings nicht.